# Pulicinae
Pulicinae é uma subfamília de pulgas da família Pulicidae que engloba três géneros, entre os quais o Pulex, que incluem algumas das espécies mais comuns como parasitas de humanos. Alguns autores consideram o taxon como a tribo Pulicini da família Pulicidae.